# Стивен Роуч
Стивен Роуч (енгл. Stephen Roche; 28. новембар 1959). је бивши ирски професионални бициклиста у периоду од 1981. до 1993. Највећи успех остварио је 1987. године када је освојио Тур де Франс, Ђиро д’Италију и светско првенство. Остварио је 58 победа у каријери, али је већина под знаком питања јер је оптужен за допинг.

## Аматерска каријера
Као аматер, почео је да се такмичи 1977. године, када је освојио ирски јуниорско национално првенство, а 1979. је постао најмлађи возач икада који је освојио трку Рас. Исте године освојио је и национално првенство у сајкло кросу. 1980. године, придружио се аматерском тиму у Паризу да би се спремио за Олимпијске игре у Москви. Освојио је Париз—Рубе за аматере, а спортски директор му је рекао да би га послали назад у Ирску да није победио. Касније током године завршио је други на трци Париз—Нант и на аматерском националном првенству. На Олимпијским играма завршио је на 45 месту.

## Професионална каријера
Професионалац је постао 1981. године и прву професионалну победу остварио је победивши Бернара Иноа на туру Корзике. Месец дана касније освојио је трку Париз—Ница и једини је нови професионалац који је освојио Париз—Ницу. До краја сезоне остварио је још неколико победа, укључујући и етапу на туру Авенир. 1982. није остварио ниједну победу, а најбољи резултат било му је друго место на Амстеловој златној трци.
Године 1983, је била успешнија, завршио је други на Критеријуму Интернационал и на тркама у Греноблу и Жугону, након чега је освојио Тур Романдије и гран при Валоне. 1983. је возио свој први Тур де Франс и завршио га је на 13 месту. На крају сезоне завршио је трећи на светском првенству и освојио је трку Париз—Бургос.
Прву победу 1984. остварио је на трци Субида Арате, затим је освојио друго место на трци у Бристолу и на Туру Медитерана. На Париз—Ници је освојио етапу и завршио је на другом месту у генералном пласману. Критеријум Интернационал је завршио на трећем месту, након чега је освојио Тур Романдије. Тур де Франс завршио је на 25 месту.
Године 1985, почео је на Туру Ирске, где је освојио две етапе. На трци у Корку и трци Шест дана Дортмунда завршио је трећи, а на трци у Даблину и на Шест дана Париза освојио је друго место. На Туру Медитерана завршио је трећи, а на Париз—Ници опет други, уз једну етапну победу. Касније је освојио Критеријум Интернационал, а на Лијеж—Бастоњ—Лијежу завршио је трећи. Победио је на две етапе на Критеријуму Дофине, а затим је остварио и прву победу на Тур де Франсу, победом на етапи 18. У генералном пласману освојио је треће место.
Године 1986, Роуч је доживио тешку повреду колена, која га је спречила да оствари иједну победу. Завршио је други на етапи 15 на Ђиру, док је Тур де Франс завршио на 48 месту.

### 1987.
Године 1987, је била најуспешнија година за Роуча. Почео је освајањем трке у Даблину, затим је освојио трку Комуникат Валенсијана. На Париз—Ници је победио на две етапе и завршио четврти у генералном пласману, док је на Критеријуму Интернационал завршио други. Освојио је Тур Романдије по трећи пут, уз две етапне победе. На Ђиру, Роуч је победио на три етапе, укључујући и екипни хронометар. Роуч је, на етапи од Јесола до Сепаде, када је прекршио тимско наређење и напао у раном делу етапе, сам. Иако су га при крају ухватили, имао је довољно снаге за контранапад и да узме лидерску мајицу од сувозача Роберта Висентинија. Након те етапе речено је да је једини возач који не вози против Роуча, његов радник Еди Шеперс.
Након освајања Ђира, Роуч је био исцрпљен, али је био фаворит за Тур де Франс. Бернар Ино је завршио каријеру, Лоран Фињон је био у лошој форми, а Грег Лемонд повређен.
Тур је имао 25 етапа, што је највише након рата. Роуч је почео трећим местом на прологу, а затим је победио на другој етапи, наредну победу остварио је на десетој етапи, на 54 km дугом хронометру, на етапи 19 завршио је други, а на етапи 20, напао је рано, био у бегу неколико сати, а ухватили су га на задњем успону, тада је напао његов најближи ривал у генералном пласману, Педро Делгадо. Иако је Делгадо стекао минут и по предности, Роуч је успио да до краја успона смањи на четири секунде. Након етапе, Роучу је дават кисеоник. Жута мајица је мењала власника неколико пута пре него што је Роуч освајањем другог места на 35 km дугом хронометру, на етапи 22, стекао предност од пола минута. На крају, освојио је Тур 40 секунди испред Делгада.
Касније те године, Роуч је освојио светско првенство, поставши други возач који је освојио триплу круну у бициклизму, после Едија Меркса. Роуч је велику помоћ имао од замљака Шона Келија, а у спринту је победио Морена Арђентина.

### Каријера након 1987.
На почетку 1988. задобио је тешку повреду, због које је пропустио целу сезону. 1989. почео је освајањем трећег места на трци Четири дана Данкека, где је победио на једној етапи. Етапу је освојио и на Париз—Ници, где је освојио друго место у генералном пласману, што му је било четврти пут да осваја друго место на Париз—Ници. На Фландрији је завршио на 30 месту, након чега је освојио Тур Баскијске земље. Ђиро је завршио на деветом месту, док Тур де Франс није завршио због повреде.
Године 1990, је остварио две победе, освојио је критеријум Цалас и четири дана Данкека. На Париз—Ници је освојио друго место по пети пут, док је Критеријум Интернационал завршио на шестом месту. На Тур де Франсу није имао успеха и завршио је на 44 месту у генералном пласману.
Године 1991, победио је на трци у Бријуду, на Сетимана Каталона и на Критеријуму Интернационал. Тур де Франс није завршио. Наредне године је освојио етапу на Туру и завршио је девети у генералном пласману. Задњу победу у каријери остварио је у Шатоу 1993. године. Задњи Тур завршио је на 13 месту.

## Оптужбе за допинг
У мају 1990. бивши професионалац и Роучов сувозач, Пол Кимаж, написао је књигу о употреби недозвољених средстава у бициклизму у којем је поменут Роуч. У јануару 2000. лист Република, објавио је да је професор на универзитету Ферара оптужио је возаче Карера тима, међу њима и Роуча, да су користили ЕПО, Роуч је негирао оптужбе.
У марту 2000. спроведена је истрага у Италији, у којој су утврдили да је Роуч користио ЕПО 1993. године, али се оптужба распала. 2004. су опет поновљени наводи да је користио допинг, али ни Роуч ни његови сувозачи нису били процесуирани.

## Приватни живот
Роуч живи на Антибима. У бициклизму је остао оснивају камп у Мајорци, учествовао је у организацији трка и био је повремени коментатор на еуроспорту.
Има четворо деце, а од жене се развео 2004. Његов син Николас Роуч је Професионални бициклиста и доста је успешан, мада нема освојен Гранд тур као његов отац. Стивенов брат, Лоренс Роуч је такође био професионални бициклиста, возио је Тур де Франс 1991. године.
Роучов нећак, Данијел Мартин је такође успешни бициклиста. 
Стивен Роуч је 2008. завршио маратон у Њујорку, за 4 сата и 21 минут.